# Martwa natura z kwiatami i pucharami
Martwa natura z kwiatami i pucharami (niderl. Stilleven met Siegburg-kan met bloemen en pronkbekers) – obraz olejny namalowany w 1612 przez flamandzką artystkę Clarę Peeters. Przedstawia kwiaty w wazonie, dwa puchary, monety, muszle, łańcuch oraz miskę. Obraz utrzymany jest w stylu barokowym. Znajduje się w zbiorach Staatliche Kunsthalle w Karlsruhe.

## Opis obrazu
Obraz ma orientację pionową. Elementy kompozycji ustawione zostały na drewnianym stole, na ciemnym tle. W centralnej części obrazu znajduje się bogato zdobiony puchar ceremonialny. Ozdobiony jest elementami kwiatowymi, a na jego szczycie znajduje się figura wojownika w hełmie z włócznią i tarczą w ręku. Na lewo od niego widoczny jest kamienny wazon z rzeźbieniami przypominającymi medalion, który niekiedy uznawany jest za chiński. Umieszczono w nim różnokolorowe kwiaty, wśród których rozpoznać można tulipany, zawilce i szachownice. Jeden tulipan leży na stole. Nieco w tyle po prawej stronie znajduje się drugi puchar. Obydwa naczynia są bogato zdobione i prawdopodobnie wykonane ze złoconego srebra. Na jego szczycie również znajduje się figura mężczyzny w hełmie na głowie, zbrojnego w tarczę i halabardę. Na brzegu stołu znajdują się złote monety oraz kolorowe, egzotyczne muszle spotykane w Oceanie Spokojnym. W środku kompozycji ustawiona została porcelanowa miska, w której znajduje się złoty łańcuch z grubymi oczkami. Jedna jego część luźno zwiesza się z miski na stół.

### Interpretacja
Przedstawione przedmioty symbolizują cechy i wartości charakterystyczne dla czasu i miejsca życia artystki – XVII-wiecznej Flandrii. Na obrazie można znaleźć również pewne symbole religijne odwołujące się do chrześcijaństwa oraz alegorię trwałości i przemijania.
Puchary ceremonialne często tworzyły kompozycje martwych natur w XVII-wiecznym malarstwie flamandzkim. Wykonane z cennych materiałów, misternie zdobione symbolizowały dostatek i bogactwo. Podnosiły prestiż domu i zaświadczały o majętności posiadacza. Ich symbolika często odwoływała się również do chrześcijaństwa, nawiązując do sakramentu Eucharystii i znaczenia męki Pańskiej. Symbolika religijna widoczna jest również w kształcie jednego z pucharów. Jego górna część została wykonana w sposób przypominający kwiat orlika, który w średniowieczu był symbolem zbawienia i płodności.
W wybrzuszeniach zdobiących ten puchar można dostrzec siedem miniaturowych odbić ludzkiej twarzy – jest to powielony na błyszczącej powierzchni pucharu autoportret Clary Peeters. Nie jest to jedyny obraz tej artystki z zastosowaniem takiego zabiegu.
Wszystkie widoczne na obrazie naczynia przedstawione zostały ze szczególną starannością oraz dbałością o szczegóły oraz podkreśleniem charakteru materiału, z którego je wytworzono. Uwagę zwraca to, że w procesie produkcji wszystkich widocznych na obrazie naczyń niezbędnym składnikiem jest ogień. Interpretacja może być więc taka, że malarka na swoim obrazie dokonała alegorycznego przedstawienia dokonań Flamandów w obszarze rzemiosła, sztuki i historii. Monety na obrazie mogą nawiązywać do ich rozległych relacji handlowych, a tulipany mogą stanowić odwołanie do popularności oraz wysokiej wartości, jaką w ówczesnej Holandii cieszyły się te kwiaty.
Kolorowe, egzotyczne muszle widoczne na obrazie pochodzą prawdopodobnie z obszaru Oceanu Spokojnego. Nasuwająca się interpretacja może być taka, że artystka chciała podkreślić znaczenie związków z morzem i kunsztu żeglarskiego swoich rodaków.
Obecność na obrazie muszli oraz kwiatów wskazuje na jeszcze jedną możliwość interpretacji obrazu – symbolikę związaną z przemijaniem i kruchością życia oraz podkreślenie piękna i bogactwa darów natury.